# Национальная библиотека Эстонии
Национальная библиотека Эстонии (эст. Eesti Rahvusraamatukogu, официальная аббревиатура — RR и RaRa), основанная в 1918 году, является одной из четырёх крупнейших библиотек страны. Библиотека выполняет функции национальной и парламентской библиотеки и специализируется на комплектовании литературы по общественным и гуманитарным наукам. Библиотека является публично-правовым юридическим лицом и руководствуется в своей деятельности законом о Национальной библиотеке (эст. Eesti Rahvusraamatukogu seadus, принят 19 марта 1998 г., утвержден 25 апреля 1998 г.), другими правовыми актами, а также Уставом библиотеки. Главным коллегиальным органом управления является Совет библиотеки, члены которого назначаются Эстонским парламентом.
Основная деятельность связана с выполнением обязанностей
- национальной библиотеки, которая собирает, хранит и обеспечивает доступность документов на бумажных и других носителях, вышедших на территории Эстонии и касающихся Эстонии; регистрирует текущие издания эстонской национальной библиографии и ведет статистический учёт печатной продукции, а также присваивает международную стандартную нумерацию издающимся в Эстонии книгам (ISBN), периодическим изданиям (ISSN) и нотам (ISMN);
- парламентской библиотеки, осуществляющей информационное обслуживание Эстонского парламента и других основных законодательных институтов Эстонии в области гуманитарных и общественных наук;
- научной библиотеки, призванной создавать источниковедческую базу, необходимую для проведения научных исследований в области гуманитарных и общественных наук;
- центра развития библиотековедения, координирующего работу, связанную с профессиональной стандартизацией, а также занятого разработкой библиотековедческой терминологии, организацией и проведением дополнительного обучения;
- культурного центра, предлагающего обществу выставки, театральные представления и другие публичные мероприятия.

## История
Библиотека была образована 21 декабря 1918 года как парламентская и получила название Государственной библиотеки Эстонской республики (эст. Riigiraamatukogu). Основу собрания составили книги Эстляндского губернского правления (около 2000 томов), в том числе, манифесты, указы, регламенты, уставы и другие законодательные документы XVIII—XIX веков. С 1919 года Государственная библиотека начала получать обязательный экземпляр изданий, выходивших в Эстонии, что позволило в 1935 году выделить из общего фонда эстонские произведения печати архивного назначения (архивное собрание). 6 апреля 1938 года был утвержден закон о Государственной библиотеке, определявший её статус как научной центральной библиотеки государственных учреждений.
Библиотека была призвана обеспечить необходимой литературой работу парламента и правительства, что определяло как состав фонда, так и контингент читателей, который, в основном, состоял из сотрудников государственного аппарата. Парламентская библиотека комплектовала сочинения по юриспруденции, политике, истории, экономике и другим общественным наукам. Приобретались также эстонские, русские и западноевропейские книги XVI—XIX веков, в том числе издания, касающиеся Эстонии и стран Балтии. Фонд пополнялся за счет покупок и даров (особенно активно в 1939-1940-м годах во время репатриации прибалтийских немцев) и к 1940-му году насчитывал около 60 000 изданий.
Государственная библиотека занимала две небольшие комнаты в одном из флигельных зданий на территории замка Тоомпеа. В 1927 году по специальному заказу для читального зала были изготовлены стол и кожаные кресла, находящиеся в настоящее время в читальном зале редких книг и архивного фонда Национальной библиотеки Эстонии.
Установление советской власти в Эстонии в июне 1940 года существенным образом изменила характер и направления работы Государственной библиотеки. 22 ноября 1940 года решением Совета народных комиссаров ЭССР библиотека была переподчинена Народному комиссариату просвещения ЭССР и переименована в Государственную библиотеку Эстонской ССР (эст. Eesti NSV Riigiraamatukogu). Реорганизация проходила по единому образцу, разработанному для республиканских библиотек Советского Союза. В соответствии с новыми установками шло и формирование фондов, которые приобретали универсальный характер и должны были сосредотачивать произведения печати по всем отраслям знаний и на всех языках. С 20 декабря 1940 года в Государственную библиотеку ЭССР начал поступать обязательный экземпляр изданий, выходивших в СССР.
В период немецкой оккупации (1941—1944) библиотека функционировала как отделение Центрального архива Эстонского самоуправления.
Уже в 1940—1941 годах и особенно интенсивно после окончания войны в Государственную библиотеку ЭССР стали передавать книжные собрания целого ряда реорганизованных либо прекративших свою деятельность государственных учреждений, учебных заведений и общественных организаций, в том числе музеев, школ, гимназий, культурных и просветительских обществ, а также национализированных книжных магазинов, антиквариатов, издательств, типографий и проч. Увеличение фондов шло также за счет книжных коллекций репрессированных лиц и собраний, оставшихся бесхозными в результате военных действий. Поступавшие книги направлялись в так называемый резервный фонд, который в 1953 году насчитывал свыше 328 000 книг, более 181 000 номеров журналов, а также 1557 годовых комплектов газет.
В 1944 году Государственная библиотека ЭССР была преобразована в публичную и открылась для широкого круга читателей под именем Государственной публичной библиотеки Эстонской ССР (эст. Eesti NSV Riiklik Avalik Raamatukogu). В 1953 году по случаю 150-летнего юбилея со дня рождения составителя эстонского национального эпоса «Калевипоэг» библиотеке было присвоено имя писателя Фридриха Крейцвальда. Ей полным названием стало Государственная библиотека ЭССР им. Ф. Р. Крейцальда (эст. Fr. R. Kreutwaldi nimeline Eesti NSV Riiklik Raamatukogu).
В разное время библиотека выполняла обязанности Книжной палаты (1941—1961), а также детской и юношеской библиотеки (1961—1975). Государственная библиотека ЭССР имела статус научного учреждения и, кроме того, выступала в роли республиканского научно-методического центра по вопросам библиографии и переподготовки библиотечных работников. Функции книжной палаты обязывали вести библиографический и статистический учёт изданий, выходивших на территории Эстонской ССР, а также осуществлять архивное хранение обязательного экземпляра изданий ЭССР. После обособления Книжной палаты в самостоятельное учреждение задачи архивирования эстонских произведений печати библиотека продолжила, воссоздав в 1965 году собрание эстонских книг архивного хранения (архивный фонд).
Важнейшим источником пополнения основного фонда, помимо обязательного экземпляра, по-прежнему, оставались покупки, весомая часть которых в послевоенные годы делалась в антиквариатах Ленинграда и Москвы. Тогда же значительный корпус книг (в том числе издания на эстонском языке) был получен из Государственного книжного фонда, а также из резервного фонда Государственной публичной библиотеки им. Салтыкова-Щедрина. В рамках братской помощи в массовом порядке стала поступать и советская пропагандистская литература.
В советский период на библиотеку, как и на другие учреждения советской культуры, была возложена значительная идеологическая нагрузка, которая затрагивала все сферы деятельности библиотеки. Под пристальным идеологическим контролем находился и содержательный состав библиотечных фондов. В соответствии со списками, поступавшими из Главлита (Главное управление по делам литературы и издательств), литература, идейно чуждая советской власти, изымалась из общего пользования в специально созданное хранилище (спецхран) либо уничтожалась. В структуре Государственной библиотеки ЭССР спецхран предусматривался уже её первым Уставом, утвержденным 2 февраля 1945 года. Наиболее интенсивно уничтожение книг и цензурирование фондов библиотеки проходило в 1948—1950 годах.
Начиная с 1948 года в распоряжение Государственной библиотеки Эстонской ССР постепенно передавалось здание Эстляндского рыцарства (площадь Кирику 1/ улица Кохту 1), построенное в стиле нео-ренессанса на Вышгороде в 1845—1848 годах по проекту петербургского архитектора Георга Винтергальтера. Через несколько лет оно стало главным зданием библиотеки, поскольку все основные производственные отделы, а также значительная часть книжных фондов из-за нехватки помещения располагались в соседних зданиях на Тоомпеа.
В конце 1980-х — начале 1990-х годов активизировалось общественное движение за восстановление государственной независимости Эстонии, что стимулировало и перемены в Государственной библиотеке ЭССР. В 1988 году библиотека взяла на себя функции национальной библиотеки и стала именоваться Национальной библиотекой Эстонии. В 1989 году восстановила статус парламентской библиотеки, возобновив информационное обслуживание эстонского парламента и правительства и подтвердив, таким образом, историческую преемственность с Государственной библиотекой Эстонской республики. 8 декабря 1992 года указом директора был ликвидирован спецхран.
В 1993 году завершился переезд Национальной библиотеки Эстонии в специально построенное новое здание на улице Тынисмяги.

## Здание

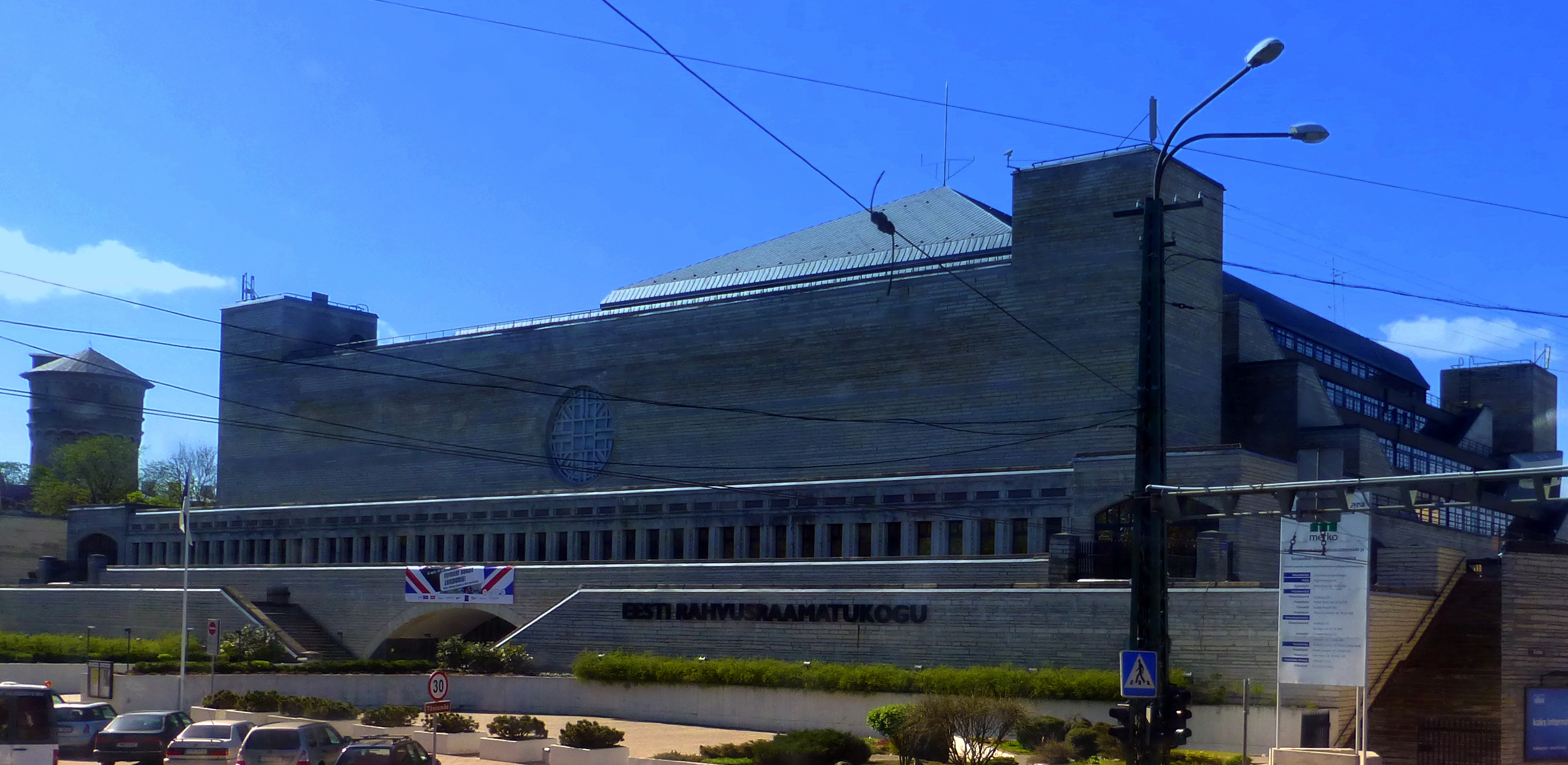
Главный фасад здания Национальной библиотеки Эстонии

Современное здание библиотеки находится в центре Таллина на холме Тынисмяги. Строилось по проекту эстонского архитектора Райне Карпа. Проект здания был готов в 1984 году, строительство началось в октябре 1985 года, краеугольный камень заложили 4 октября 1986 года, торжественное открытие состоялось 11 сентября 1993 года, строитель — Строительное управление № 1 треста «Таллинстрой». В 2018 году здание было внесено в Государственный регистр памятников культуры Эстонии как памятник архитектуры.
Каменное здание в стиле постмодернизма является уникальным монументальным произведением современности, использующим национальный эстонский камень — известняк, который определяет общее впечатление. Здание имеет пирамидальную крышу. Оно полностью сохранило первоначальный объем и внешний вид, основную планировку и детали интерьера с сопутствующими произведениями искусства. Здание является уникальным крупным объектом в контексте истории архитектуры Эстонии и Европы XX века.
В экстерьере преобладают эффектное распределение объемов, упорядоченность и строгая эстетика. Несущая конструкция — сборный железобетонный каркас, стены кирпичные, отделка — доломитовые блоки и черепица, крыша — жестяная. Здание можно разделить на пять блоков, которые выполняют разные функции и по объёму выделяются как его отдельные части. Из-за рельефа участка и больших перепадов высот (до 9 м) части здания имеют разную этажность.  В своей основной части оно восьмиэтажное. Отдельные части соединены в единое целое террасами, через которые можно попасть в расположенный за зданием парк Туви, а также на улицы Тоом-Кунинга и Веэторни.
Здание хорошо просматривается с разных сторон. Благодаря использованию национального известняка, башенных мотивов в углах его квадратной главной части и элементов дизайна неороманские арки, окно-роза на главном фасаде) оно своим видом родственно второй крупной доминанте холма Тынисмяэ — церкви Каарли.